# Dalmatia
Dalmatia was een Romeinse provincie die vanuit Italië bezien aan de andere kant van de Adriatische Zee lag. De uitgestrekte provincie moet niet worden verward met het moderne Dalmatië dat alleen de kuststreek van Kroatië aan de Adriatische Zee omvat.
Dalmatia bestond voornamelijk uit het gebied dat na de Tweede Wereldoorlog enkele tientallen jaren lang Joegoslavië zou heten. Een groot deel van de Dinarische Alpen behoorde er toe. Daarnaast behoorde het grootste deel van de kust van de Adriatische Zee tot de provincie.

## Geschiedenis

### Romeinse Rijk
De Romeinen begonnen met de bezetting van Illyrië in 168 v.Chr.. Ze beperkten zich hierbij tot de kuststreek, die al door de Grieken was gehelleniseerd. De naam van de nieuwe provincie werd Illyricum, naar haar toenmalige naam. In 156 v.Chr. trokken de Romeinen voor het eerst ook het binnenland binnen en versloegen daar de Dalmatiërs en dwongen hen tribuut te betalen. De rest van het binnenland volgde omstreeks het begin van de jaartelling. In 9 of 10 n.Chr., in ieder geval tijdens het bewind van Augustus werd Illyricum in twee nieuwe provincies gesplitst: Dalmatia in het zuiden en Pannonia in het noorden. De reden hiervoor was wellicht dat de provincie te groot werd en het daardoor moeilijk werd om haar goed te besturen: dat Tiberius, de schoonzoon van Augustus, een jaar nodig had om de opstand die in dat gebied heerste in 9 n.Chr. neer te slaan, ondersteunt deze verklaring. Na deze splitsing nam de romanisering van het gebied serieuze vormen aan. 
De hoofdstad van Dalmatia was Salonae (het huidige Solin). Keizer Diocletianus, afkomstig van Salonae, maakte de provincie beroemd door er een versterkt paleis (het Paleis van Diocletianus) te bouwen, een paar kilometer ten zuiden van Salonae. Dit paleis zou later het hart van de huidige stad Split worden.
In de nadagen van het West-Romeinse Rijk waren er nog enkele keizers actief in Rome: In 475 werd Julius Nepos afgezet en kwam Romulus Augustus op de troon te zitten. Deze werd door Odoaker, een Gotische generaal, in 476 afgezet en daarmee viel het West-Romeinse Rijk. Julius Nepos vluchtte naar Dalmatia, waar hij nog over een klein koninkrijk kon regeren tot zijn dood in 480. Daarna kwam ook dit koninkrijk onder bestuur van de Ostrogoten, ook wel aangeduid als Oost-Goten. Tussen 488 en 526 n.Chr. heerste Theodorik de Grote over Dalmatia. In 535 voegde Justinianus het gebied weer bij het Oost-Romeinse Rijk.

### Belangrijke steden in de Romeinse tijd
- Zagabria (Zagreb)
- Sadrum (Zadar)
- Spalatum (Split)
- Ragusa (Dubrovnik)
- Saravecium (Biograd na Moru) (ook wel: Urbs Blanca Ad Mare)
- Fiumi (Rijeka)
- Mostrae (Mostar)
- Saraeevi (Sarajevo)
- Sebenicum (Šibenik)
- Tenenium (Knin)
- Carlavium (Karlovac)
- Macari (Makarska)
- Pula (Pula)

Achaea · Alexandria et Aegyptus · Africa · Alpes Cottiae · Alpes Maritimae · Alpes Poeninae · Arabia Petraea · Armenia Inferior · Asia · Britannia · Cappadocia · Cilicia · Corsica · Creta · Cyprus · Cyrenaica · Dacia · Dalmatia · Epirus · Galatia · Gallia (Aquitania · Belgica · Lugdunensis · Narbonensis) · Germania (Inferior · Superior) · Hispania (Baetica · Lusitania · Tarraconensis) · Italia · Iudaea · Lycaeonia · Lycia · Macedonia · Mauretania (Caesariensis · Tingitana) · Moesië (Inferior · Superior) · Noricum · Numidia · Pannonia (Inferior · Superior) · Pamphylia · Pisidia · Pontus et Bithynia · Raetia · Sardinia · Sicilia · Syria · Thracia

Tijdelijke bezettingen: Germania (7-9 n.Chr.) · Armenia (114-117 n.Chr.) · Assyria (116-117 n.Chr.) · Mesopotamia (115-117 n.Chr.)